# بخش کرو وینگ، شهرستان هوبارد، مینه سوتا
بخش کرو وینگ (به انگلیسی: Crow Wing Lake Township) یک منطقهٔ مسکونی در ایالات متحده آمریکا است که در شهرستان هابارد، مینه‌سوتا واقع شده‌است.
 بخش کرو وینگ ۹۱٫۴ کیلومتر مربع مساحت و ۲۶۶ نفر جمعیت دارد و ۴۲۱ متر بالاتر از سطح دریا واقع شده‌است.